# Ecgberht (mort en 729)
Pour les articles homonymes, voir Egbert.
Ne doit pas être confondu avec Egbert d'York.
Ecgberht ou Egbert est un moine anglo-saxon né vers 639 et mort le 24 avril 729. Il est vénéré comme saint après sa mort, avec une fête le 24 avril. Sa vie est principalement connue grâce à l'Histoire ecclésiastique du peuple anglais de Bède le Vénérable.

## Biographie
D'ascendance noble, Ecgberht est très vraisemblablement originaire de Northumbrie. Durant sa jeunesse, à l'époque des évêques de Lindisfarne Finan et Colman, il se rend en Irlande afin de continuer ses études avec d'autres jeunes nobles, dont son ami Æthelhun. À cette époque, il est en relation avec Chad. Il s'établit dans le monastère de Rath Melsigi, parfois identifié avec la future abbaye de Mellifont, dans le comté de Louth, ou ailleurs au Connacht.
En 664, Ecgberht et ses compagnons sont victimes d'une épidémie de peste. Le jeune homme, âgé de 25 ans, fait alors le vœu, s'il retrouve la santé, de devenir un peregrinus c'est-à-dire un pèlerin perpétuel, et de consacrer sa vie à la pénitence, à la prière et au jeune. Selon Henry Mayr-Harting, Ecgberht est l'un des plus célèbres peregrinus du début du Moyen Âge, et il occupe une position importante dans le domaine de la politique, la religion et la culture entre le nord de la Grande-Bretagne et la mer d'Irlande.
Ecgberth commence par réunir des moines en Irlande pour assurer le prosélytisme en Frise. Plusieurs autres aristocrates de haute naissance sont associés à cette action, comme Adalbert, Swithberht et Chad. Il est toutefois dissuadé de les accompagner par une vision que lui rapporte un moine disciple de Boisil (en), prieur de Melrose à l'époque de l'abbé Eata. Ecgberht envoie alors à sa place Wihtberht, un autre Anglais vivant à Rath Melsigi, en Frise. Il organise ensuite les prédications de Wigbert (en) sans succès, puis celle de Willibrord, et d'autres auprès des sujets païens du roi Radbold.
En 684, Ecgberht tente en vain de dissuader le roi Ecgfrith de Northumbrie d'envoyer une expédition de pillage en Irlande sous le commandement de son général Berht, cette dernière demeure toutefois sans suite. Lors du synode de Birr, en 697, Ecgberht fait partie des signataires du Cáin Adomnáin (en) promulgué par Adomnan d'Iona.
Ecgberht entretient des relations avec les rois de Northumbrie et ceux des Pictes, ainsi qu'avec l'abbaye d'Iona. Il persuade la communauté de saint Colomban d'adopter le calcul romain de la date de Pâques vers 716. Il meurt à Iona le premier jour où la fête de Pâques est observée selon la nouvelle date dans le monastère, c'est-à-dire le 24 avril 729.
Sa fête est célébrée par l'Église orthodoxe et l'Église catholique le 24 avril, il est inclus dans les martyrologes romain, irlandais et slave, ainsi que dans le calendrier métrique d'York. Bien qu'il ne soit honoré que comme « Confesseur », il est probable qu'il ait été évêque.